# Wilhelm von Desin
Wilhelm Petrowitsch von Desin (russisch Вилим Петрович фон Дезин; * 1740; † 30. Dezember 1826jul. / 11. Januar 1827greg.) war ein russischer Admiral.

## Leben
Desin stammte aus Preußen und trat 1754 in das St. Petersburger Marine-Kadettenkorps ein, das er 1757 zu Beginn des Siebenjährigen Kriegs als Gardemarin verließ. Während seiner Ausbildung nahm er an den jährlichen Fahrten von Kronstadt nach Archangelsk und zurück teil. 1758 wurde er zum Mitschman befördert und fuhr auf der Brander-Fregatte Salafagel nach Kopenhagen.
1759 nahm Desin an der Kartierung der ostpreußischen und pommerschen Küste teil. 1760–1761 war er Adjutant des Kapitäns 1. Ranges Grigori Andrejewitsch Spiridow, der das Landungsunternehmen für die Belagerung Kolbergs und die anschließende Belagerung befehligte. 1762 wurde Desin Unterleutnant und 1764 Leutnant.

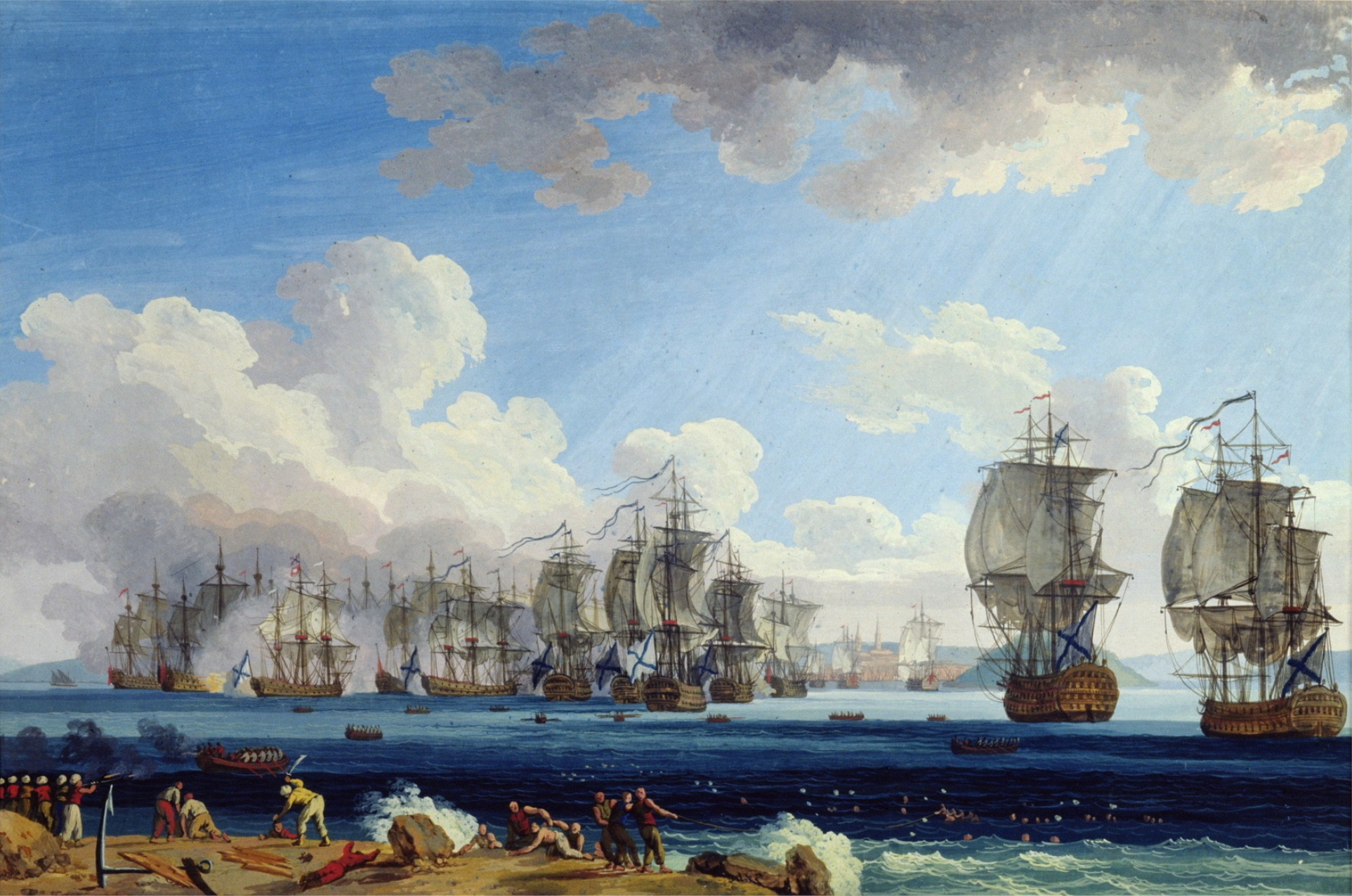
Die Schlacht von Çeşme am 5. Juli 1770 (J. P. Hackert, nach 1772, Zentrales Marinemuseum, St. Petersburg)

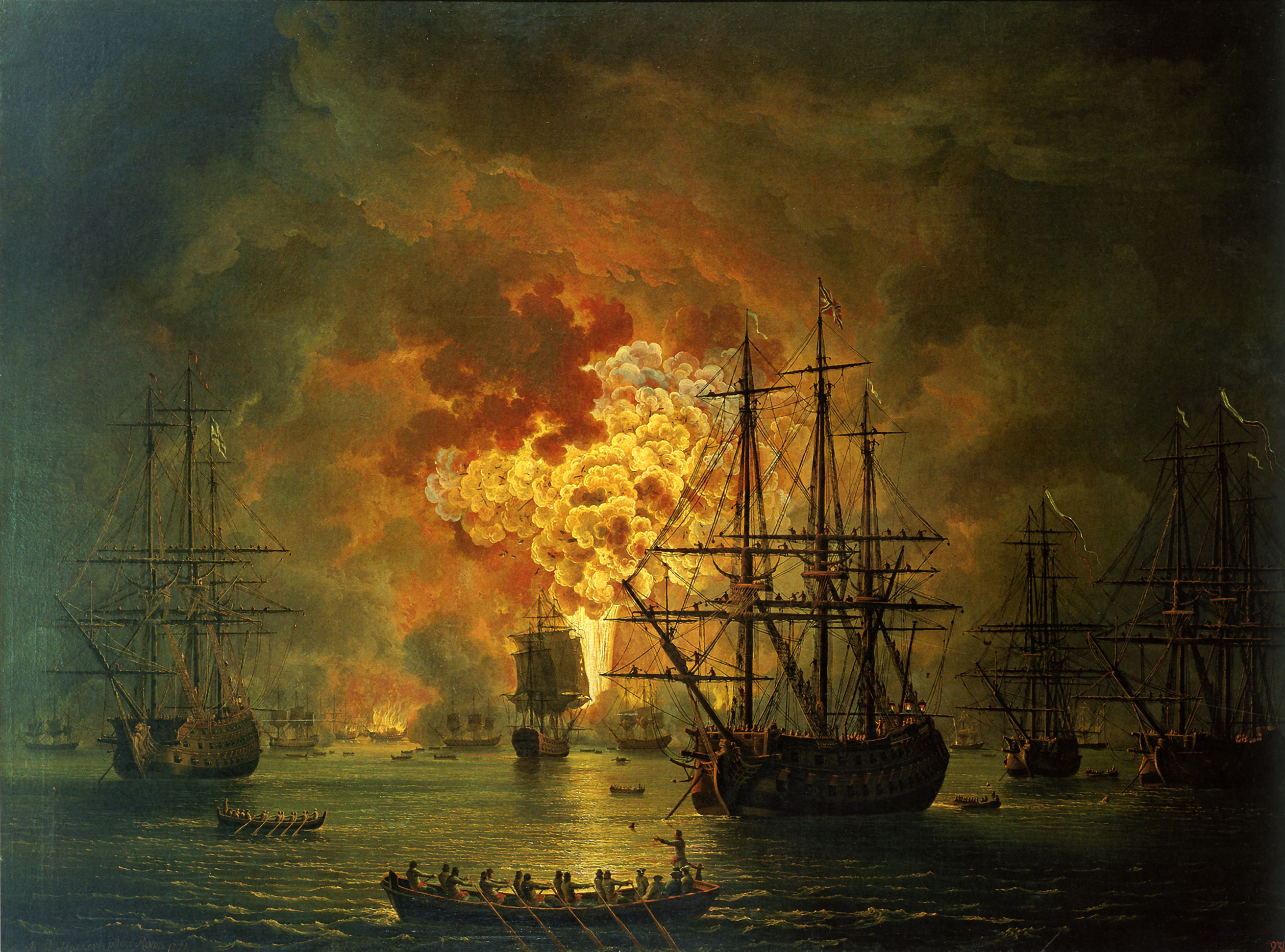
Die Zerstörung der türkischen Flotte in der Schlacht von Tschesme (J. P. Hackert, 1772, Eremitage, St. Petersburg)

Nach Beginn des Russisch-Türkischen Kriegs (1768–1774) fuhr Desin 1769 auf dem 66-Kanonen-Linienschiff Jewstafi Plakida unter dem Kommando des Kapitäns 1. Ranges Alexander von Krusa im Geschwader Spiridows ins Mittelmeer. Im Juli 1769 wurde Desin zum Kapitänleutnant befördert. Er nahm an der Morea-Expedition teil. Er wurde dann auf das Linienschiff Trjoch Ijerarchow unter dem Kommando Samuel Greighs versetzt und nahm im Juli 1770 an der Seeschlacht von Çeşme teil. Darauf kommandierte Desin die 16-Kanonen-Fregatte Swatoi Pawel. Er kam dann wieder auf die Trjoch Ijerarchow, deren Kommando er zeitweise übernahm, und war Kassenwart des Oberkommandierenden Graf Alexei Grigorjewitsch Orlow-Tschesmenski. Im November 1771 nahm Desin an der Landung auf Lesbos und dem Angriff auf die Festung Mytilini teil. 1772 gehörte er als Kommandant der Wsewolod zum Geschwader des Konteradmirals Andrei Wlasjewitsch Jelmanow, das auf der Suche nach osmanischen Schiffen von Naoussa bis zu den Dardanellen kreuzte. Als Kommandant der Sewerny Orjol (Nordadler) führte Desin ein kleines Geschwader mit drei Fregatten, einem Paketschiff und einem weiteren Schiff auf der Suche nach osmanischen Schiffen. Im Juli 1773 sollte das Jelmanow-Geschwader die Festung Bodrum und die Insel Kos angreifen, möglichst viel Schaden an den Küsten anrichten und Fregatten im Hafen Bodrum erobern, was nicht gelang.
Nach dem Abschluss des Friedens von Küçük Kaynarca im Juli 1774 wurde Desin 1776 Kommandant des 66-Kanonen-Linienschiffs Jewropa in Kronstadt. Er wurde  zum Kapitän 1. Ranges ernannt und Mitglied der Kommission zur Sammlung der Journale, Pläne und Karten der Ägäis-Expedition zur Beschreibung der Geschichte dieser Expedition. Im Oktober 1778 wurde er Chef des 8. Geschwaders mit drei Linienschiffen und drei Fregatten. 1779 segelte er mit dem Geschwader in die Ostsee. 1780 sollte er ein Geschwader zum Nordkap und ins Weiße Meer führen, um den Handel zu schützen und Piraten zu bekämpfen. Die Fahrt begann im Juli 1780. Wegen Krankheiten, Schäden an den Schiffen und Unglücksfällen wurde die Fahrt schließlich abgebrochen.
Im Juni 1782 erhielt Desin das Kommando über Schiffe der Asow-Flottille unter dem Kommando Admiral Alexei Naumowitsch Senjawins. Einen Monat später wurde Desin Konteradmiral. Im September 1787 wurde er Vizeadmiral.
1788 noch vor Beginn des Russisch-Schwedischen Kriegs (1788–1790) führte Desin aufgrund des russischen Bündnisses mit Dänemark ein Geschwader mit drei 100-Kanonen-Linienschiffen, einer Fregatte und fünf Transportschiffen aus Kronstadt nach Kopenhagen. Am 10. Juni 1788 traf er bei der Insel Gotland auf ein schwedisches Geschwader unter Herzog Karl von Södermanland mit 12 Linienschiffen und 5 Fregatten, der nun Salut forderte, obwohl dies das bisherige russisch-schwedischen Abkommen nicht vorsah. Desin antwortete mit Salutschüssen, was von Herzog Karl aufgrund seines altersmäßig geringeren Rangs mit 8 Schüssen erwidert wurde. Wegen widriger Winde kam Desin erst am 29. Juni in Kopenhagen an, wo er bald den Ukas vom 27. Juni 1788 über den Beginn der Feindseligkeiten gegen Schweden erhielt. Er sollte nun den schwedischen Hafen Karlskrona blockieren, wozu er Verstärkung unter dem Kommando Illarion Afanasjewitsch Powalischins erhielt. Wegen Mangels an Trinkwasser und Lebensmittel brach Desin die Blockade ab und kehrte nach Kopenhagen zurück. Am 20. Dezember 1788 erhielt Desin den Befehl Katharinas II., das Geschwader an Powalischin zu übergeben und nach St. Petersburg zu kommen.
1794 wurde Desin zum Kommandeur der Galeerenflotte und zum Hafenkapitän ernannt. Nach der Thronbesteigung Pauls I. wurde Desin im Juni 1797 zum Admiral und Chef einer Division ernannt. Ende 1798 wurde Desin erster Direktor der Baltischen Steuermannschule in St. Petersburg, um bereits im Januar 1799 durch Iwan Christianowitsch Waljant ersetzt zu werden. Desin wurde nun Oberkommandierender der Schwarzmeerflotte als Nachfolger Nikolai Semjonowitsch Mordwinows.
Nach der Thronbesteigung Alexanders I. übergab Desin 1802 das Schwarzmeerflottenkommando dem Admiral Jean-Baptiste Prevost de Sansac de Traversay und wurde Mitglied des Komitees für die Reformierung der Flotte unter dem Vorsitz Alexander Romanowitsch Woronzows. Nach der Auflösung des Komitees 1805 wurde Desin Mitglied des Admiralitätsrats. Seit 1802 war Desin auch Mitglied des Regierenden Senats und vertrat das 1. Departement. 1810 wurde er Mitglied des Staatsrats für das Departement für Militärangelegenheiten.
Der Admiral Martyn von Desin war der ältere Bruder Desins. Der Kapitän Andrei von Desin war ein Neffe Desins.

## Ehrungen
- Russischer Orden des Heiligen Georg IV. Klasse (1792)
- Orden des Heiligen Wladimir II. Klasse (1793), I. Klasse (1826)[3]
- Russischer Orden der Heiligen Anna I. Klasse (1796)
- Alexander-Newski-Orden (1799)